# Belonion apodion
Belonion apodion är en fiskart som beskrevs av Collette, 1966. Belonion apodion ingår i släktet Belonion och familjen näbbgäddefiskar. Inga underarter finns listade.